# Přímorožec arabský
Přímorožec arabský (Oryx leucoryx) je menší druh přímorožce.

## Popis
Jedná se o antilopu nižší postavy s protáhlejší hlavou, delším ocasem a dlouhými rohy. Typické je bílé zbarvení těla. Přímorožci jsou býložravci. Živí se trávou, kořínky a listy ze stromů. Jejich zažívací soustava dokáže zpracovat téměř všechnu vodu, která je obsažena v potravě. Velikost dospělého jedince je až metr a půl délky a metr a půl výšky. Váží 70 až 80 kg. Obývá arabské polopouště, je aktivní především ve dne, v noci spí skrytý pod keři a stromy. Přímorožci jsou jediné antilopy, které se rodí s malými růžky obalenými kožnatým vakem.
Současná populace ve volné přírodě je okolo 1 000 jedinců. Dalších přibližně 6 500 jich přežívá v zajetí.
V roce 1982 byli přímorožci arabští vypuštěni zpět do přírody v rezervaci Ománského sultanátu.
V Česku je v současnosti chován v Zoo Hodonín, v minulosti byl též chován v Zoo Zlín. Na Slovensku je chován v Zoo Bratislava.